# De Tombe van God

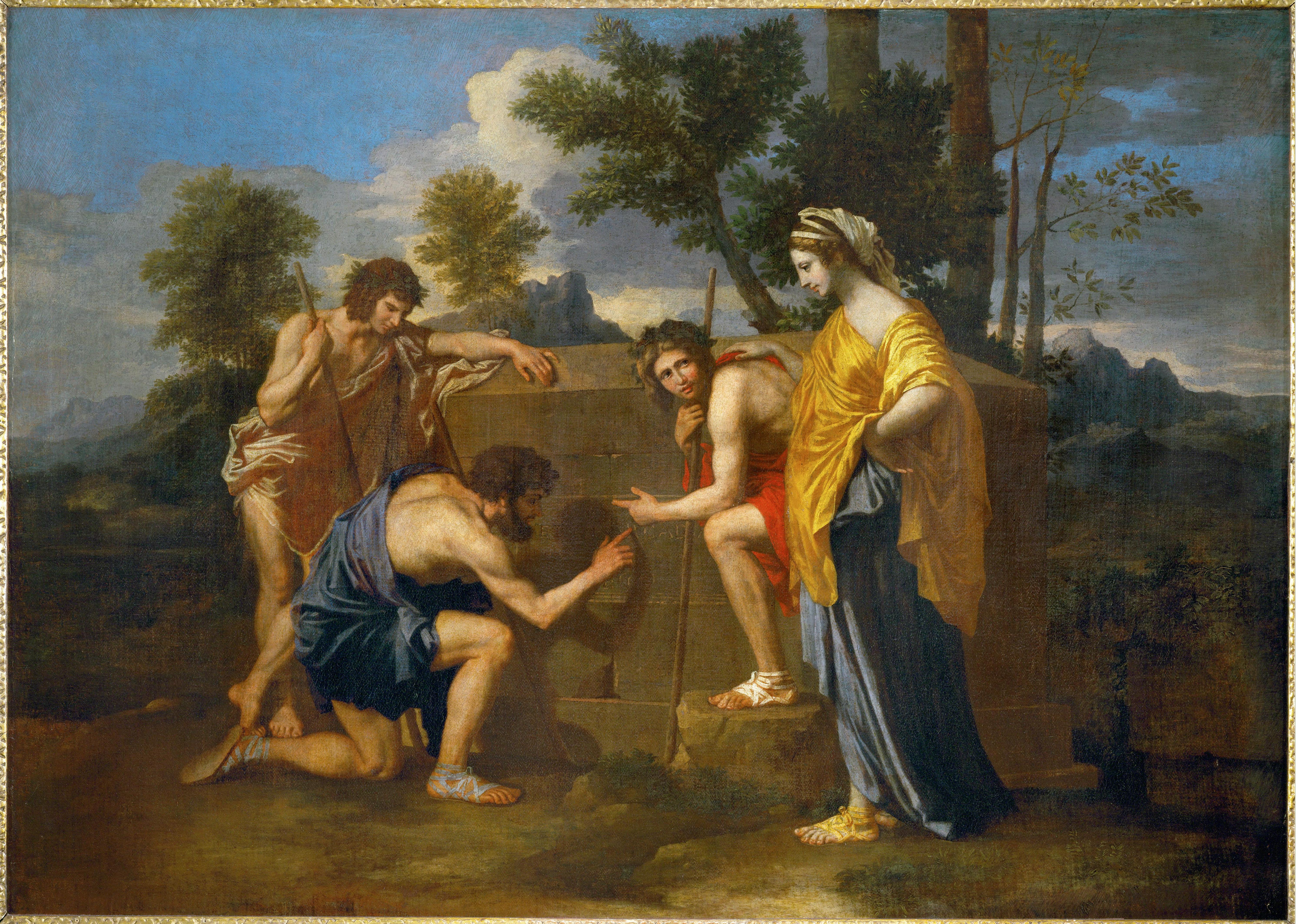
Et in Arcadia Ego van Nicolas Poussin, dat een rol speelt in de theorieën van de auteurs

De Tombe van God: Het lichaam van Jezus en de ontknoping van een 2000 jaar oud mysterie is een boek van Richard Andrews en Paul Schellenberger uit 1996 over een fabelachtige schat die verborgen zou zijn in het Zuid-Franse Rennes-le-Château. 
Deze schat zou bestaan uit de stoffelijke resten van Jezus. De beenderen van Jezus zouden door de Tempeliers op de flank van de Mont Cardou, een berg nabij Rennes-le-Château, zijn verborgen.
Het boek De Tombe van God is onder andere gebaseerd op het boek Het heilige bloed en de heilige graal van de auteurs Michael Baigent, Richard Leigh en Henry Lincoln uit 1982.